# Layton (Utah)
Layton és una població dels Estats Units a l'estat de Utah. Segons el cens del 2000 tenia 58.474 habitants.

## Demografia
Segons el cens del 2000, Layton tenia 58.474 habitants, 18.282 habitatges, i 14.771 famílies. La densitat de població era de 1.090,1 habitants per km².
Dels 18.282 habitatges en un 48,9% hi vivien nens de menys de 18 anys, en un 67,4% hi vivien parelles casades, en un 9,7% dones solteres, i en un 19,2% no eren unitats familiars. En el 15,2% dels habitatges hi vivien persones soles el 3,5% de les quals corresponia a persones de 65 anys o més que vivien soles. El nombre mitjà de persones vivint en cada habitatge era de 3,19 i el nombre mitjà de persones que vivien en cada família era de 3,59.
Per edats la població es repartia de la següent manera: un 35,1% tenia menys de 18 anys, un 12,1% entre 18 i 24, un 30,3% entre 25 i 44, un 16,8% de 45 a 60 i un 5,7% 65 anys o més.
L'edat mediana era de 27 anys. Per cada 100 dones de 18 o més anys hi havia 100,1 homes.
La renda mediana per habitatge era de 52.128 $ i la renda mediana per família de 57.193 $. Els homes tenien una renda mediana de 40.409 $ mentre que les dones 26.646 $. La renda per capita de la població era de 19.604 $. Entorn del 5% de les famílies i el 5,6% de la població estaven per davall del llindar de pobresa.

## Poblacions més properes
El següent diagrama mostra les poblacions més properes.